# Gowrenahalli, Anekal
Gowrenahalli là một làng thuộc tehsil Anekal, huyện Bangalore Urban, bang Karnataka, Ấn Độ.